# François Bozizé
François Bozizé Yangouvonda (14 de octubre de 1946 en Mouila, Gabón) es un militar y político centroafricano, que fue  presidente de la República Centroafricana entre 2003 y 2013. Ascendió al poder en marzo de 2003 tras liderar una rebelión contra el anterior presidente de la República, Ange-Félix Patassé. Venció en las elecciones de 2005, amañadas,[cita requerida] recibiendo la mayoría de los votos y proclamándose presidente en la segunda vuelta de mayo de 2005. En 2011 ganó la presidencia por segunda vez en las elecciones generales, siendo reconocido como presidente por la comunidad internacional y la ONU, a pesar de la manifiesta ilegitimidad de su régimen. El 24 de marzo de 2013 la coalición insurgente Séléka tomó el Palacio Presidencial y Bozizé huyó a la República Democrática del Congo.

## Biografía

### Carrera militar
Ingresó en 1966 en la Escuela Especial de Formación de Oficiales en Activo (ESFOA) de Bauar, al mismo tiempo que se estaba instaurando el régimen militar de Jean-Bédel Bokassa. En 1969 es ascendido a teniente, y posteriormente a capitán y jefe de batallón en 1976, en donde cada vez iba integrándose más en los círculos de poder del régimen. Como prueba de ello en 1977 fue nombrado edecán por parte del ya autoproclamado Bokkasa I, y además lo nombra ''consejero técnico'' del Ministerio de Defensa.

### Colaboración en Dictaduras militares
Tras caer el régimen de Bokkasa y el regreso al poder de David Dacko, Bozizé fue nombrado Secretario de Estado de las Fuerzas Armadas Centroafricanas (FACA), cuyo poder era comparable al de Ministro de Defensa. En 1981, realizó un curso de capacitación militar en la Escuela Superior de Guerra de París, regresando a su país en diciembre de ese mismo año, el cual había sufrido un nuevo golpe de Estado, en el que el gobierno de Dacko cae en manos del general André Kolingba, quien designa a Bozizé como Ministro de Información y Cultura. A pesar de haber recibido tal cargo, Bozizé se mostraba disconforme con el régimen de Kolingba, al punto de ser parte de una rebelión golpista encabezada por el ex primer ministro Ange-Félix Patassé, llevándose a cabo el 3 de marzo de 1982. Sin embargo, el golpe de Estado falló, por lo que Bozizé fue destituido de su cargo ministerial y pide asilo en la embajada de Francia, junto con Patassé y otros miembros del fallido golpe.

### Exilio y encarcelamiento
Tiempo después, Bozizé y Patassé parten al exilio hacia Togo, en donde Patassé se radica en Francia, mientras que Bozizé se radica en Benín hasta 1989, en donde el gobierno de ese país lo extradita hacia la República Centroafricana, donde es inmediatamente encarcelado, y según ciertas fuentes, fue víctima de maltratos y torturas.

### Liberación y reinserción en la política
Luego de constantes presiones por la comunidad internacional, Kolingba accedió en 1992 a que se diera libertad a los prisioneros políticos del país, entre ellos Bozizé, más la convocación de elecciones presidenciales para garantizar una transición democrática del país. En ellas, Bozizé se postula de inmediato como candidato presidencial, en donde obtiene el 1,5% de los votos, posicionándose en séptimo lugar, mientras que Patassé, quien había regresado al país en ese mismo año, logró ser elegido Presidente de la República Centroafricana con un 88% de los votos.
Aun así, Bozizé fue designado Jefe del Estado Mayor de las FACA por el nuevo gobierno. Hasta 1997, ya se habían registrado cuatro revueltas dentro del ejército centroafricano, las cuales fueron repelidas por Bozizé, en las que se descubrieron que casi todos los rebeldes pertenecían a los yakoma, una minoría étnica localizada en el sur del país, y que uno de sus principales caudillos (conformado por excolaboradores del régimen de Bokassa y de Dacko) era el exdictador Kolingba, quien añoraba regresar al poder.
Debido a las constantes rebeliones, casos de corrupción, y conflictos tribales dentro de las FACA, Patassé recurre a la ayuda internacional, en donde es fuertemente respaldado por los cascos azules de la ONU, militares franceses y libios, y organizaciones panafricanas, a fin de que pudieran mantener la estabilidad y orden público del país.

### Golpe de Estado y ascenso a la Presidencia
El 28 de mayo de 2001 surge un nuevo intento de golpe de Estado, liderado por Kolingba, y a pesar de haber sido repelido por las fuerzas libias leales Patassé (enviadas por Muammar el Gadafi), se descubre que Bozizé fue parte de la trama golpista. Tras fracasar el golpe, Kolingba huye hacia Uganda, mientras que Bozizé es destituido de su cargo por traición, y fue llamado a una audiencia para el 2 de noviembre para que declarara sobre su participación en el golpe de mayo. Pero Bozizé, temiendo ser arrestado y encarcelado, se atrinchera junto con una tropa de soldados leales, en unos cuarteles en un suburbio al norte de Bangui, la capital del país. A partir del 3 de noviembre se realizaron una serie de enfrentamientos entre los partidarios de Bozizé y las fuerzas leales al presidente Patassé de cuyo conflicto fue intermediario Lamine Cissé, un enviado especial de la ONU. Tras varios enfrentamientos Bozizé huye hacia Chad junto con 300 de sus partidarios.
En Chad fue bien recibido por el gobierno de Idriss Déby, quien no solo evitó que Bozizé fuese extraditado a la República Centroafricana, sino que también respaldó a que este reagrupara sus tropas para derrocar al gobierno de Patassé. Con ello se dio paso a constantes conflictos fronterizos entre ambos países, donde se registraron informes de saqueos y abusos hacia la población civil de la zona por parte de ambos bandos. En 2002 Bozizé permanecía en Francia en calidad de asilado político, pero eso no evitó que sus tropas invadieran la República Centroafricana de norte a sur y se asediaran en la capital. Además, junto con el apoyo de simpatizantes civiles, atacaron el Palacio presidencial, el aeropuerto y la sede de la estación de radio del gobierno, y se enfrentaron a las tropas libias que estaban a favor del presidente Patassé. En medio de la confusión los enfrentamientos se iban intensificando cada vez más y Bozizé emitió una declaración en Radio France International, en donde se adjudicaba toda la responsabilidad del golpe de Estado, y exigía la renuncia de Patassé, a menos que este convocara una mesa de diálogo con la oposición. Patassé acepta la segunda opción (que al final termina sin acuerdo alguno), por lo que las tropas de Bozizé se retiran, dejando al gobierno en extrema debilidad política y militar.
Aun así, Bozizé logra hacerse con el control del norte del país y sus principales ciudades, donde aplasta todo tipo de apoyo hacia el presidente Patassé, y llevando al país a una guerra civil. Durante el conflicto, Bozizé va adquiriendo mayor apoyo popular de quienes criticaban la incapacidad de Patassé por mantener el orden público y poseer una fuerte dependencia de las tropas extranjeras, que cada vez iban reduciendo más su presencia en el país.
Finalmente, el 15 de marzo de 2003, mientras Patassé se encontraba en la V Cumbre de la Comunidad de Estados Sahelo-Saharianos (CENSAD) miles de partidarios de Bozizé se hicieron del control de la República Centroafricana, sin oposición alguna, en donde por radio se anunció que Bozizé era el nuevo jefe de gobierno. Tras este golpe, los partidarios de Patassé partieron hacia el exilio, mientras que en el país se vivió una ola de violencia, saqueos y destrucción a edificios, misiones religiosas, etc.
Patassé intentó volver al país, pero fue víctima de un intento de homicidio en el avión en el que viajaba, por lo que tuvo que aterrizar en Yaundé, Camerún, en donde ya se vio oficialmente en calidad de exiliado.

## Presidencia
El mandato de Bozizé ha estado caracterizado por prácticas políticas autoritarias y por la incapacidad para frenar el clima de violencia que azota al país, especialmente fuerte en las regiones limítrofes con Chad y Sudán.
En 2010 la postergación en la convocatoria a elecciones libres y los rumores sobre algunas versiones, que indicaban que Bozizé aspiraba a convertirse en presidente vitalicio, generaron preocupación en la oposición.
En 2013 se produce un golpe de Estado, el dictador huye a la República Democrática del Congo y pide ayuda a Francia y la ONU. Rebeldes y grupos terroristas rodean el Palacio de Gobierno, el país cae en el caos y la guerra civil.